# لوكاس فرنانديز
لوكاس فرنانديز (بالإسبانية: Lucas Fernández)‏ (20 يوليو 1988 ببوينس آيرس في الأرجنتين - ) هو لاعب كرة قدم أرجنتيني في مركز الدفاع. لعب مع أرجنتينوس جونيورز ونادي خورخي ويلسترمان وRochester Rhinos ‏ وأتليتيكو بروغريسو ‏.

## وصلات خارجية
- لوكاس فرنانديز على موقع قاعدة بيانات كرة القدم.إي يو (الإنجليزية)
- لوكاس فرنانديز على موقع Soccerway.com (الإنجليزية)